# Afrocelestis evertata
Afrocelestis evertata is een vlinder uit de familie echte motten (Tineidae). De wetenschappelijke naam van deze soort is voor het eerst geldig gepubliceerd in 1965 door László Anthony Gozmány.
De soort komt voor in het Afrotropisch gebied.

## Type
- holotype: "male, 27.IX.1937, leg. Ch. Seydel. genitalia slide Gozmány 2167"
- instituut: RMCA, Tervuren, België.
- typelocatie: Elisabethville, Katanga, (Democratische Republiek Congo)